# Макки, Вивьен
Вивьен Макки (Vivienne McKee, род. 24 июля 1949 года) — английская и датская актриса театра, кино и озвучивания. Наиболее известная по озвучке Дианы Бернвуд из серии игр Hitman.

## Биография
Родилась 24 июля 1949 года в Англии. Училась в Бристольской театральной школе «Олд Вик». В 1979 году вышла замуж за школьного учителя Сорена Халла и переехала в Данию. Там она начала активно играть в театре.
С 1982 года Вивьен является руководителем театра «Лондонский тост» в Копенгагене.

## Фильмография
| Год       |     | Русское название           | Оригинальное название                             | Роль                        |
| --------- | --- | -------------------------- | ------------------------------------------------- | --------------------------- |
| 1975      | с   | —                          | Within These Walls                                | Дженис Парду                |
| 1975      | с   | Звезды смотрят вниз        | The Stars Look Down                               | Пегги                       |
| 1975      | с   | —                          | Softly Softly: Task Force                         | официантка                  |
| 1976      | ф   | Туфелька и роза            | The Slipper and the Rose: The Story of Cinderella | невеста                     |
| 1976      | с   | Диксон из Док Грин         | Dixon of Dock Green                               | Дорин Келли                 |
| 1976—1977 | с   | —                          | The XYY Man                                       | Мэгги Парсонс               |
| 1978      | с   | —                          | Crossroads                                        | Жаклин Барретт              |
| 1978      | с   | Скачущий всадник           | A Horseman Riding By                              | Джилл Чилкотт               |
| 1985      | с   | —                          | Ludo                                              | Дженни                      |
| 1986      | ф   | Волк на пороге             | Oviri                                             | н/д                         |
| 1988      | тф  | —                          | Falsk forår                                       | н/д                         |
| 1996      | с   | —                          | Hjem til fem                                      | Хиллари Смит                |
| 2000      | ф   | Макс                       | Max                                               | одинокая женщина #1         |
| 2000      | ф   | Ничья земля                | No Man’s Land                                     | Иоланд                      |
| 2001      | ф   | Хранитель                  | The Zookeeper                                     | дополнительные голоса       |
| 2002      | ки  | —                          | Hitman 2: Silent Assassin                         | Диана Бернвуд               |
| 2002      | с   | —                          | Langt fra Las Vegas                               | Касперс Мор                 |
| 2004      | ки  | —                          | Hitman: Contracts                                 | Диана Бернвуд               |
| 2006      | ки  | —                          | Hitman: Blood Money                               | Диана Бернвуд               |
| 2006      | с   | Орёл: Криминальная одиссея | Ørnen: En krimi-odyssé                            | Розмари Джойс               |
| 2010      | кор | —                          | Promise                                           | Королева Елизавета          |
| 2013      | в   | Незнакомец внутри          | Stranger Within                                   | Энн                         |
| 2017      | ф   | —                          | Hamlet på Kronborg                                | н/д                         |
| 2019      | ф   | Отряд мам                  | Mødregruppen                                      | оратор                      |
| 2020      | ф   | Пороховая бочка            | Krudttønden                                       | Ведущая британских новостей |